# Embres-et-Castelmaure
Embres-et-Castelmaure är en kommun i departementet Aude i regionen Occitanien  i södra Frankrike. Kommunen ligger  i kantonen Durban-Corbières som ligger i arrondissementet Narbonne. År 2022 hade Embres-et-Castelmaure 158 invånare.

## Befolkningsutveckling
Antalet invånare i kommunen Embres-et-Castelmaure
Referens: INSEE